# Serie A 1991 (Ecuador)
La Serie A 1991 è stata la 33ª edizione della massima serie del campionato di calcio dell'Ecuador, ed è stata vinta dal Barcelona, giunto al suo undicesimo titolo.

## Formula
I 12 partecipanti disputano la prima fase in un girone all'italiana; l'ultima classificata viene retrocessa, mentre le prime 4 avanzano alla fase finale. Nella seconda fase le formazioni, cui si aggiunge la vincitrice della prima fase della Serie B, vengono divise in due gruppi da 6; le prime due classificate ottengono la qualificazione alla terza fase. La terza fase è costituita da due gruppi da 4, che determinano i 4 partecipanti alla fase finale.

## Prima fase
|  | Pos. | Squadra              | Pt | G  | V  | N  | P  | GF | GS | DR  |
|  | ---- | -------------------- | -- | -- | -- | -- | -- | -- | -- | --- |
|  | 1.   | Barcelona SC         | 33 | 22 | 14 | 5  | 3  | 43 | 21 | +22 |
|  | 2.   | El Nacional          | 29 | 22 | 9  | 11 | 2  | 37 | 20 | +17 |
|  | 3.   | LDU Quito            | 27 | 22 | 10 | 7  | 5  | 45 | 26 | +19 |
|  | 3.   | Valdez               | 27 | 22 | 9  | 9  | 4  | 31 | 17 | +14 |
|  | 5.   | Emelec               | 23 | 22 | 7  | 9  | 6  | 30 | 36 | -6  |
|  | 6.   | Deportivo Quito      | 21 | 22 | 6  | 9  | 7  | 32 | 31 | +1  |
|  | 6.   | Téc. Universitario   | 21 | 22 | 8  | 5  | 9  | 30 | 30 | 0   |
|  | 8.   | Universidad Católica | 19 | 22 | 6  | 7  | 9  | 20 | 24 | -4  |
|  | 8.   | Deportivo Cuenca     | 19 | 22 | 7  | 5  | 10 | 23 | 28 | -5  |
|  | 10.  | Centro Juvenil       | 18 | 22 | 5  | 8  | 9  | 20 | 39 | -19 |
|  | 11.  | Delfín               | 14 | 22 | 5  | 4  | 13 | 27 | 45 | -28 |
|  | 12.  | Macará               | 13 | 22 | 3  | 7  | 12 | 20 | 41 | -21 |

Barcelona 1 punto bonus; El Nacional 1; LDU Quito 0,5; Valdez 0,5.

## Seconda fase
Green Cross promossa in qualità di vincitrice della prima fase della Serie B.

### Gruppo 1
|  | Pos. | Squadra              | Pt | G  | V | N | P | GF | GS | DR  |
|  | ---- | -------------------- | -- | -- | - | - | - | -- | -- | --- |
|  | 1.   | Barcelona SC         | 14 | 10 | 5 | 4 | 1 | 20 | 10 | +10 |
|  | 2.   | Emelec               | 13 | 10 | 5 | 3 | 2 | 17 | 10 | +7  |
|  | 3.   | Deportivo Cuenca     | 10 | 10 | 4 | 2 | 4 | 13 | 12 | +1  |
|  | 3.   | Delfín               | 10 | 10 | 4 | 2 | 4 | 13 | 15 | -2  |
|  | 5.   | LDU Quito            | 9  | 10 | 3 | 3 | 4 | 14 | 13 | +1  |
|  | 5.   | Universidad Católica | 4  | 10 | 1 | 2 | 7 | 12 | 29 | -17 |

Barcelona 1 punto bonus; Emelec 0,5. Universidad Católica -0,5.

### Gruppo 2
|  | Pos. | Squadra            | Pt | G  | V | N | P | GF | GS | DR  |
|  | ---- | ------------------ | -- | -- | - | - | - | -- | -- | --- |
|  | 1.   | Valdez             | 13 | 10 | 5 | 3 | 2 | 12 | 8  | +4  |
|  | 2.   | El Nacional        | 12 | 10 | 5 | 2 | 3 | 21 | 9  | +12 |
|  | 2.   | Téc. Universitario | 12 | 10 | 5 | 2 | 3 | 20 | 13 | +7  |
|  | 4.   | Green Cross        | 10 | 10 | 5 | 0 | 5 | 17 | 19 | -2  |
|  | 4.   | Deportivo Quito    | 9  | 10 | 3 | 3 | 4 | 15 | 14 | +1  |
|  | 6.   | Centro Juvenil     | 4  | 10 | 1 | 2 | 7 | 11 | 33 | -22 |

Valdez 1 punto bonus; El Nacional 0,5. Centro Juvenil -1.

## Terza fase
Punti bonus: Barcelona 2; El Nacional 1,5; Valdez 1,5; LDU Quito 0,5; Emelec 0,5.

### Gruppo 1
|  | Pos. | Squadra            | Pt  | G | V | N | P | GF | GS | DR |
|  | ---- | ------------------ | --- | - | - | - | - | -- | -- | -- |
|  | 1.   | Valdez             | 9,5 | 6 | 3 | 2 | 1 | 7  | 6  | +1 |
|  | 2.   | Barcelona SC       | 9   | 6 | 3 | 1 | 2 | 12 | 7  | +5 |
|  | 3.   | Téc. Universitario | 5   | 6 | 2 | 1 | 3 | 8  | 10 | -2 |
|  | 3.   | Green Cross        | 4   | 6 | 1 | 2 | 3 | 8  | 12 | -4 |

### Gruppo 2
|  | Pos. | Squadra         | Pt  | G | V | N | P | GF | GS | DR |
|  | ---- | --------------- | --- | - | - | - | - | -- | -- | -- |
|  | 1.   | El Nacional     | 7,5 | 6 | 2 | 2 | 2 | 5  | 3  | +2 |
|  | 2.   | Deportivo Quito | 7   | 6 | 3 | 1 | 2 | 9  | 11 | -2 |
|  | 3.   | LDU Quito       | 6,5 | 6 | 2 | 2 | 2 | 9  | 7  | +2 |
|  | 4.   | Emelec          | 5,5 | 6 | 2 | 1 | 3 | 8  | 10 | -2 |

## Fase finale

### Girone per la retrocessione
Universidad Católica -1 punto; Centro Juvenil -0,5.

|  | Pos. | Squadra              | Pt  | G | V | N | P | GF | GS | DR  |
|  | ---- | -------------------- | --- | - | - | - | - | -- | -- | --- |
|  | 1.   | Deportivo Cuenca     | 9   | 6 | 4 | 1 | 1 | 12 | 5  | +7  |
|  | 2.   | Delfín               | 7   | 6 | 3 | 1 | 2 | 11 | 7  | +4  |
|  | 3.   | Universidad Católica | 3,5 | 6 | 2 | 0 | 4 | 8  | 9  | -1  |
|  | 3.   | Centro Juvenil       | 1   | 6 | 2 | 0 | 4 | 5  | 15 | -10 |

Centro Juvenil 2 punti di penalizzazione.

### Girone per il titolo
|                    | Pos. | Squadra         | Pt | G | V | N | P | GF | GS | DR |
| ------------------ | ---- | --------------- | -- | - | - | - | - | -- | -- | -- |
| Ecuador (bandiera) | 1.   | Barcelona SC    | 10 | 6 | 4 | 2 | 0 | 12 | 6  | +6 |
|                    | 2.   | El Nacional     | 5  | 6 | 1 | 3 | 2 | 8  | 12 | -4 |
|                    | 2.   | Valdez          | 5  | 6 | 2 | 1 | 3 | 7  | 11 | -4 |
|                    | 4.   | Deportivo Quito | 4  | 6 | 2 | 0 | 4 | 9  | 7  | +2 |

### Spareggio per la Libertadores

#### Andata
| Milagro                                                                 | Valdez    | 2 – 1 referto | El Nacional | Estadio Los Chirijos |
| \| \| \| \| \| Hurtado 61’ Quinteros 89’ \| Marcatori \| 11’ Tenorio \| |           |               |             |                      |
|                                                                         |           |               |             |                      |
| Hurtado 61’ Quinteros 89’                                               | Marcatori | 11’ Tenorio   |             |                      |

#### Ritorno
| Quito | El Nacional | 0 – 0 referto | Valdez | Estadio Olímpico Atahualpa |

## Verdetti
- Barcelona campione nazionale
- Barcelona e Valdez in Coppa Libertadores 1992
- El Nacional in Coppa CONMEBOL 1992
- Macará e Centro Juvenil retrocessi.

## Classifica marcatori
| Gol |  |  | Giocatore             | Squadra            |
| --- |  |  | --------------------- | ------------------ |
| 24  |  |  | Pedro Emir Varela     | Delfín             |
| 18  |  |  | Byron Tenorio         | El Nacional        |
| 17  |  |  | Rubén Darío Insúa     | Deportivo Cuenca   |
| 15  |  |  | Carlos Antonio Muñoz  | Barcelona SC       |
| 15  |  |  | Manuel Uquillas       | Barcelona SC       |
| 14  |  |  | Octavio Maccaione     | Deportivo Cuenca   |
| 13  |  |  | Carlos Berrueta       | LDU Quito          |
| 13  |  |  | Eduardo Hurtado       | Valdez             |
| 13  |  |  | Walter Salazar        | Téc. Universitario |
| 12  |  |  | Miguel Ángel Tzitzios | Deportivo Cuenca   |
| 11  |  |  | Ermen Benítez         | El Nacional        |
| 11  |  |  | Heber Bueno           | Green Cross        |
| 11  |  |  | José Moreno           | El Nacional        |
| 11  |  |  | Hugo Rivas Mendoza    | Téc. Universitario |